# Antti Aalto (sciatore)
Antti Aalto (Kitee, 2 aprile 1995) è un saltatore con gli sci finlandese.

## Biografia
Attivo in gare FIS dall'agosto del 2012, Aalto ha esordito in Coppa del Mondo il 31 gennaio 2016 a Sapporo (48º), ai Campionati mondiali a Lahti 2017, dove è stato 38º nel trampolino normale, 31º nel trampolino lungo e 6º nella gara a squadre, ai Mondiali di volo a Obersdorf 2018, classificandosi 32º nella gara individuale e 8º in quella a squadre, e ai Giochi olimpici invernali a Soči 2014, dove si è piazzato 50º nel trampolino normale, 37º nel trampolino lungo e 8º nella gara a squadre. L'anno successivo ai Mondiali di Seefeld in Tirol è stato 47º nel trampolino normale, 31º nel trampolino lungo, 10º nella gara a squadre e 11º nella gara a squadre mista, mentre a quelli di Oberstdorf 2021 si è classificato 27º nel trampolino normale, 31º nel trampolino lungo e 9º nella gara a squadre. Ai XXIV Giochi olimpici invernali di Pechino 2022 si è piazzato 12º nel trampolino normale e 17º nel trampolino lungo e ai successivi Mondiali di volo di Vikersund 2022 è stato 28º nella gara individuale e 7º in quella a squadre. Ai Mondiali di Planica 2023 si è classificato 24º nel trampolino normale, 31º nel trampolino lungo, 9º nella gara a squadre e 6º nella gara a squadre mista; l'anno dopo ai Mondiali di volo di Tauplitz 2024 si è piazzato 41º nella gara individuale e 7º in quella a squadre. Ai Mondiali di Trondheim 2025 è stato 12º nel trampolino normale, 13º nel trampolino lungo, 7º nella gara a squadre e 7º nella gara a squadre mista.

## Palmarès

### Coppa del Mondo
- Miglior piazzamento in classifica generale: 25º nel 2019